# پارک هامبر بی
پارک هامبر بی (انگلیسی: Humber Bay Park) یک پارک ساحلی واقع در اتوبیکو، بخشی از تورنتو، انتاریو، کانادا است. این پارک متشکل از دو زمین است که در دهانه نهر میمیکو واقع شده‌است. این پارک در جنوب بلوار لیک شور غربی، در نزدیکی جاده پارک لاون قرار دارد. هامبر بی پارک شرقی ۱۹ هکتار (۴۷ هکتار) است، در حالی که هامبر بی پارک غربی ۱۲۰ هکتار (۳۰۰ هکتار) است.